# 通达穆图尔
通达穆图尔（Thondamuthur），是印度泰米尔纳德邦Coimbatore县的一个城镇。总人口8386（2001年）。

## 人口
该地2001年总人口8386人，其中男性4333人，女性4053人；0—6岁人口1271人，其中男670人，女601人；识字率67.55%，其中男性为78.65%，女性为55.69%。